# Dying to Live
Dying to Live (titulado: Muriendo por vivir en Argentina y Más allá de la muerte en España) es un telefilme estadounidense de drama, fantasía y misterio de 1999, dirigido por Rob Hedden, que a su vez lo escribió junto a Victor Bumbalo, musicalizado por Dennis McCarthy, en la fotografía estuvo David Geddes y los protagonistas son Pat Skipper, Linda Cardellini y Jonathan Frakes, entre otros. Este largometraje fue producido por Goepp Circle, Paramount Television, Stu Segall Productions y United Paramount Network (UPN); se estrenó el 22 de abril de 1999.

## Sinopsis
Un ángel guardián conduce a una adolescente fallecida en esta nueva etapa, y lanza un ataque a modo de ajuste de cuentas contra una adolescente contrincante que causó su defunción.